# Gabriella Morreale
Gabriella Morreale de Castro (Milà, 7 d’abril de 1930 - Madrid, 4 de desembre de 2017) fou una química italoespanyola; ha estat una de les fundadores de l'endocrinologia moderna a Espanya i la seva tasca ha tingut una repercussió directa en la salut pública.
Va estudiar Ciències Químiques, llicenciatura que va completar el 1951 a la Universitat de Granada. Va realitzar la tesi doctoral (1955) amb el doctor Eduardo Ortiz de Landázuri, catedràtic de Patologia General a la Universitat de Granada, i va fer una estada posterior a la Universitat de Leiden amb el professor Andreas Volgut. Es va casar amb Francisco Escobar del Rey, doctor en medicina, amb qui va col·laborar al llarg de la seua carrera científica.

## Carrera científica
El 1958 torna a Espanya, al Centre de Recerques Biològiques, on és Cap de la Secció d'Estudis Tiroidals de l'Institut Gregorio Marañón, entre 1963-1975. Va ser Directora de l'Institut d'Endocrinologia i Metabolisme Gregorio Marañón entre 1975. Després es va traslladar al campus de la Facultat de Medicina de la Universitat Autònoma de Madrid i el seu laboratori serà el germen de l'actual Institut de Recerques Biomèdiques, del qual va ser Vice-Directora de 1984 a 1990. També va formar part i va presidir la Societat Espanyola d'Endocrinologia, de 1975 a 1979 i va ser membre fundador de la European Thyroid Association, que va presidir el 1977.
A més d'acumular més de 200 treballs científics publicats, alguns d'ells molt importants, la seua recerca sobre el tiroide va permetre la pràctica erradicació del goll per dèficit de iode a Espanya, en incorporar-se comercialment la sal iodada, i va contribuir de manera decisiva en la decisió d'aportar suplements de iode a les mares embarassades per assegurar el correcte desenvolupament cerebral del fetus.

## Recerca
Ha estat una de les fundadores de l'endocrinologia moderna a Espanya i ha dedicat la seua vida a l'estudi del paper del iode i les hormones tiroidals en el desenvolupament del cervell fetal i infantil. En els anys 70 va iniciar la mesura rutinària de TSH i hormones tiroidals en sang del taló de nounats per prevenir la deficiència mental per hipotiroïdisme congènit no tractat. Simultàniament va demostrar la importància de les hormones tiroidals maternes i de l'accés de la mare al iode en el desenvolupament del cervell del fetus, contribuint a definir els requeriments nutricionals de iode de les embarassades. Juntament amb el seu marit, Francisco Escobar del Rey, va dirigir nombrosos estudis epidemiològics en totes les regions d'Espanya que han permès conèixer a fons el problema de la deficiència de iode i les seues conseqüències psicosocials, i la seua correcció mitjançant la introducció de la sal iodada en la dècada de 1980 del segle xx. El seu treball ha tingut per tant un gran impacte en accions de salut pública que han evitat milers de casos de retard mental.
La Dra. Morreale va realitzar estades en el Departament d'Endocrinologia de la Universitat de Leiden (Holanda) convidada pel Professor Andreas Volgut. El 1957 va ingressar en el CSIC com a Col·laboradora Científica incorporant-se al Centre de Recerques Biològiques i, ja com a Investigadora Científica, va fundar la Secció d'Estudis Tiroidals de l'Institut Gregorio Marañón (1963-1975). El 1975 es va traslladar amb el seu grup a la Facultat de Medicina de la UAM, constituint un nucli que, al costat de l'Institut d'Enzimologia, va ser la base del futur Institut de Recerques Biomèdiques.
El 1976 tant Gabriela Morreale com el seu marit van iniciar un programa a nivell estatal de prevenció de la subnormalitat per hipotiroïdisme congènit basat en la prova del taló, la qual cosa va permetre el diagnòstic precoç i el tractament amb hormona tiroidal de xiquets que, en cas de no haver estat tractats, hagueren desenvolupat inevitablement deficiència mental profunda. Pocs anys després Unicef va adoptar la prova i va començar a aplicar-la a tot el món, i des de 1990 l'OMS recull en la seua taula de drets el consum de iode durant l'embaràs i la primera infància.
El seu treball, per tant, ha tingut un gran impacte en accions de salut pública que han evitat milers de casos de cretinisme i deficiència mental greu. Segons càlculs dels seus col·legues, aquesta prova preveu i evita el retard mental greu d'aproximadament 150 xiquets a l'any.
A més d'estudis bàsics sobre el metabolisme de les hormones tiroidals, la doctora Morreale va demostrar el paper fonamental que exerceix l'hormona tiroidal materna en el desenvolupament del cervell fetal. Aquestes recerques i la seua obstinació personal en la interacció amb les autoritats sanitàries han aconseguit l'accés a la sal iodada de la població espanyola i la suplementació sistemàtica amb iode en les embarassades.
La doctora Morreale ha format molts científics espanyols en el camp de l'endocrinologia i ha exercit una poderosa influència en l'endocrinologia espanyola, bàsica i clínica, a través de la seua labor en la Societat Espanyola d'Endocrinologia i Nutrició.
Una biografia sobre la seva carrera científica, Gabriella Morreale. Su vida y su tiempo, ha estat guardonada amb el XXIIIè Premi Nacional d'Edició Universitària en la categoría de Millor obra de divulgación científica.

## Premis
Entre els premis científics rebuts per Gabriela Morreale s'inclouen els següents: 
- Premi Nacional d'Investigació en Medicina (1977, compartit amb Francisco Escobar)[5]
- Premi Reina Sofía de Prevenció de la subnormalidad (1983, compartit amb Francisco Escobar i A. Ruiz-Marcos)[3]
- Premi d'Investigació de la European Thyroid Association (1985)
- Ordine del Merito della Repubblica Italiana (1987)[5]
- Premi Severo Ochoa d'Investigació Biomèdica (1989)[5]
- Premi Nacional d'Investigació Gregorio Marañón (1997)[6]
- Premi Rei Jaume I de Medicina Clínica (1998).[7]
- Doctora Honoris Causa en Medicina per la Universitat d'Alcalá (2001)[5]
- Premi Constantes y vitales 2017 a tota la seva trajectòria científica.[8]